# AMD Steamroller
Steamroller ist eine von AMD entworfene Mikroarchitektur für x86-Prozessoren mit 64-Bit-Erweiterung. Sie ist Nachfolger und Weiterentwicklung von AMD Bulldozer und Piledriver. Nachfolger von AMD Steamroller war im Jahre 2015 die Mikroarchitektur Excavator.

## Eigenschaften
AMD hat bei Steamroller hauptsächlich das Frontend optimiert, welches einen deutlich höheren Durchsatz haben soll, als auch die FPU. Erreicht wird dies mit je einem Befehlsdekoder pro Integer-Core, so dass es dort nicht mehr zu einem Engpass kommen soll. Weitere Neuerungen:
- Vergrößerter „L1 instruction cache“.
- Stärkeres „instruction prefetching“ (Vorabladen von CPU-Befehlen)

## Implementierungen
Die Markteinführung der Steamroller-CPU-Kern-Architektur erfolgte im Januar 2014 im Rahmen von APUs mit dem Codenamen Kaveri. Diese APUs werden mit einer minimalen Strukturgröße von 28 nm gefertigt.
Durch eine nochmalige Überarbeitung kamen 2015 vor allem bei der integrierten Grafik optimierte APUs mit weiteren Taktsteigerungen auf den Markt. Das Topmodell A10-7890K weist zum Beispiel gegenüber dem A10-7850K CPU-seitig 400 MHz mehr Basis-Takt und 300 MHz mehr Turbo-Takt auf. Die von AMD Kaveri-Refresh getaufte Überarbeitung wurde auch unter dem Namen Godavari bekannt.
Kaveri- und Kaveri-Refresh-APUs sind für den Sockel FM2+ ausgelegt und sollen nach den Herstellerempfehlungen auf Hauptplatinen mit den Fusion Controller Hubs (FCH) A88X, A78, A68H oder A58 kombiniert werden.

## Excavator
Direkter Nachfolger von Steamroller und die vierte Generation von AMDs Clustered-Integer-Core-Architektur ist die Excavator-Architektur. Excavator unterstützt neue Instruktionen wie AVX2, BMI2 und RdRand. Darüber hinaus sind DDR3-SDRAM- und DDR4-SDRAM-Speichercontroller auf demselben Die integriert. Das Excavator-CPU-Kern-Design nutzt High-Density-Bibliotheken, welche eher bei GPUs verwendet werden, um Energie und Platz zu sparen und bis zu 30 Prozent effizienter zu arbeiten. Excavator-Kerne sind für Heterogeneous System Architecture ausgelegt, um CPU und GPU auszulasten, was die Leistungsfähigkeit steigern soll. Excavator-Module sollen bis zu 30 Prozent mehr IPC als ihre Steamroller-Vorgänger bewältigen.

### Implementierungen
Die auf der CPU-Kern-Architektur Excavator basierenden System-on-chips für den Einsatz in Desktop-, Mobil- und eingebetteten Systemen bekamen von AMD den Codenamen Carrizo. Zumeist handelt es sich um APU-Modelle, für Desktop-Computer sind jedoch auch Chips mit deaktivierter GPU vorgesehen. Die APU wurde HSA-1.0-kompatibel entworfen. Entsprechende APUs für mobile Computer wurden erstmals im Juni 2015 vorgestellt. Für Mobilgeräte und eingebettete Systeme ist der neue Sockel FP4 vorgesehen. Bislang wurden Modelle mit ein oder zwei Modulen veröffentlicht. Mit dem Athlon X4 845 erschien im Februar 2016 das erste Carrizo-Modell für Desktopcomputer, deren Hauptplatine mit dem Sockel FM2+ ausgestattet ist.
APUs mit dem Codenamen Bristol Ridge enthalten überarbeitete Excavator-CPU-Kerne („Excavator Gen2“). Diese stellen die finale Generation von AMDs Umsetzung des Clustered-Integer-Core-Designs dar. Die APUs unterstützen den Sockel AM4 sowie DDR4-SDRAM.

## Nachfolger
AMD Zen hat Anfang 2017 die ursprünglich 2011 mit den Bulldozer-CPU-Kernen eingeführte und seitdem mehrfach überarbeitete Clustered-Integer-Core-Architektur abgelöst.